# Artikulator
En artikulator är en del av talapparaten som används för att bilda konsonantljud genom att föras mot ett visst läge så att den skapar en förträngning eller avspärrning. Artikulatorn kallas ibland för aktivt artikulationsställe.
Som artikulatorer används:
- läpp (vanligen underläpp), för labiala konsonanter
- tungspets, för apikala konsonanter
- tungblad, för predorsala eller laminala konsonanter
- tungrygg, för dorsala konsonanter
- svalget, för faryngala konsonanter
- stämläpparna, för glottala konsonanter.

Konsonantljud som bildas med hjälp av tungspets eller tungblad kallas ofta gemensamt koronala konsonanter.